# Insuetophrynus acarpicus
Insuetophrynus acarpicus is een kikker uit de familie Rhinodermatidae. De kikker werd eerder ingedeeld bij de families Cycloramphidae en nog eerder tot de fluitkikkers (Leptodactylidae). Er is nog geen Nederlandse naam voor deze soort, de enige uit het monotypische geslacht Insuetophrynus. De kikker werd voor het eerst wetenschappelijk beschreven door César L. Barrio Amorós in 1970.
Er is weinig bekend over deze kikker, die ondanks zoektochten maar op één plaats op de wereld gevonden is; in de plaats Mehuín in de Chileense provincie Valdivia. Insuetophrynus acarpicus is een bodembewoner die leeft in bossen bij beekjes, de kikkervisjes zijn vrijzwemmend. Ontbossing is de grootste bedreiging voor de kikker.
Insuetophrynus · 
Rhinoderma